# Балун Ольга Федорівна
Ольга Федорівна Балун (нар. 25 жовтня 1899, Іванківці — пом. 1 вересня 1982, Дігтярі) — український майстер народного декоративного ткацтва. Заслужений майстер народної творчості УРСР з 1962 року.

## Біографія
Народилася 13 (25) жовтня 1899 року в селі Іванківцях (тепер Срібнянський район Чернігівської області, Україна). Працювала на фабриці художніх виробів «8 Березня» в селі Дігтярях. 
Померла в Дігтярях 1 вересня 1982 року.

## Килими
Автор килимів:
- «Тридцять років Радянської влади на Україні»;
- «Червоні партизани»;
- «Возз'єднання» та інші.